# La Part du diable (film)
 (août 2023).
Pour les articles homonymes, voir La Part du diable et La Part du Diable.
La Part du diable est un film québécois du réalisateur Luc Bourdon qui est sorti en salle en février 2018. Le film est produit par l'Office national du film du Canada.

## Synopsis
Ce film propose un regard singulier et nouveau sur la Révolution tranquille durant les années 1970. En compagnie du monteur Michel Giroux, Luc Bourdon se penche sur l'histoire du Québec et montre avec cohérence, à grand renfort d'extraits tirés de près de 200 films de la collection de l’Office national du film du Canada, les dessous d’une décennie au cours de laquelle le Québec s’est profondément transformé. 
Comme pour son film précédent, La Mémoire des anges, le cinéaste montre à l'écran de nombreuses figures connues au Québec, notamment Robert Charlebois, Armand Vaillancourt, Gerry Boulet et Pauline Julien.

## Fiche technique
- Réalisation, recherche et scénarisation : Luc Bourdon
- Producteur : Colette Loumède
- Montage : Michel Giroux
- Conception sonore : Catherine Van Der Donckt
- Mixage : Jean-Paul Vialard
- Bruitage : Stéphane Cadotte
- Producteur par intérim au développement : Marie-Anne Raulet
- Une production de l'Office national du film du Canada